# Mike Staines
Michael „Mike“ Laurence Staines (* 30. Mai 1949 in Guildford, Vereinigtes Königreich) ist ein ehemaliger Ruderer aus den Vereinigten Staaten. Er war 1976 Olympiazweiter mit dem Zweier ohne Steuermann.

## Karriere
Der 2,01 m große Mike Staines nahm an den Panamerikanischen Spielen 1971 teil. Im Jahr darauf belegte er mit Luther Jones und Steuermann Aaron Herman den elften Platz im Zweier mit Steuermann bei den Olympischen Spielen in München.
Bei den Olympischen Spielen 1976 in Montreal trat Staines mit Calvin Coffey im Zweier ohne Steuermann an. Im Vorlauf belegten die beiden den zweiten Platz hinter Bernd und Jörg Landvoigt aus der DDR. Diese beiden Boote gewannen auch die Halbfinalläufe. Im Finale siegte das Boot aus der DDR mit über drei Sekunden Vorsprung vor Coffey und Staines, die ihrerseits drei Sekunden Vorsprung vor den Westdeutschen Peter van Roye und Thomas Strauß hatten.
Staines ruderte für den Vesper Boat Club in Philadelphia. Er war mit der Olympiaruderin Laura Staines verheiratet, die Ehe wurde später geschieden.